# Volaris
Volaris is een Mexicaanse lagekostenluchtvaartmaatschappij. De maatschappij heeft haar hub op de luchthaven van Tijuana in Tijuana, daarnaast zijn er nog zeven bases elders in het land. De maatschappij voert vluchten uit binnen Mexico, Noord-, Midden- en Zuid-Amerika. De maatschappij heeft op de binnenlandse markt een marktaandeel van ongeveer 40% in 2023 en is daarmee de grootste maatschappij in Mexico. Ook heeft Volaris twee dochterondernemingen: Volaris Costa Rica en Volaris El Salvador. Zij vormen samen de Volaris Group.

## Geschiedenis
Volaris werd in augustus 2005 opgericht als ultra-lagekostenluchtvaartmaatschappij onder de naam Vuela Airlines. Grupo Televisa, Inbursa, TACA Airlines en het Discovery Americas Fund investeerden allemaal een kwart in de nieuw op te richten maatschappij en werden daarmee aandeelhouders. Op 13 maart 2006 volgde de eerste vlucht.
In juni 2012 werd een frequentflyerprogramma gestart met de naam VClub. In maart 2016 werd de eerste dochteronderneming opgezet in Costa Rica met de naam Volaris Costa Rica. De maatschappij heeft haar basis op de luchthaven van San José en had haar eerste vlucht op 30 november 2016. Vanaf september 2019 ging ook Volaris El Salvador van start. Vanaf 2020 kreeg de maatschappij te maken met meerdere rechtszaken vanwege het niet voldoen aan terugbetalingen vanwege gecancelde vluchten door de coronapandemie.

## Vloot

### Huidige vloot

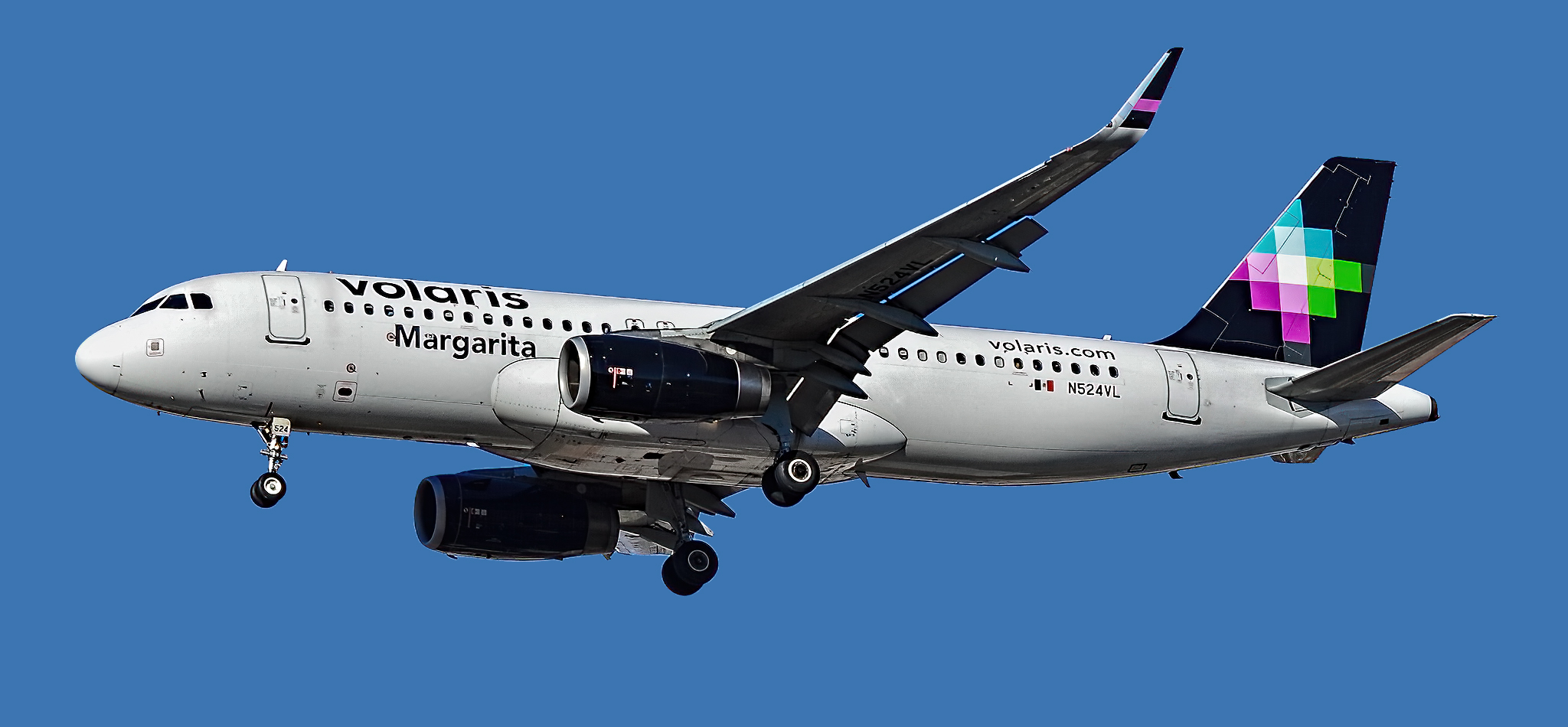
Een Airbus A320-200 van Volaris

De vloot van Volaris bestaat uit de volgende toestellen (juni 2024):
| Type            | In dienst | Orders | Opmerkingen |
| --------------- | --------- | ------ | ----------- |
| Airbus A319-100 | 1         | —      | XA-VOC      |
| Airbus A320-200 | 42        | —      |             |
| Airbus A320neo  | 45        | 26     |             |
| Airbus A321-200 | 10        | —      |             |
| Airbus A321neo  | 29        | 119    |             |
| Totaal          | 127       | 145    |             |

### Voormalige vloot

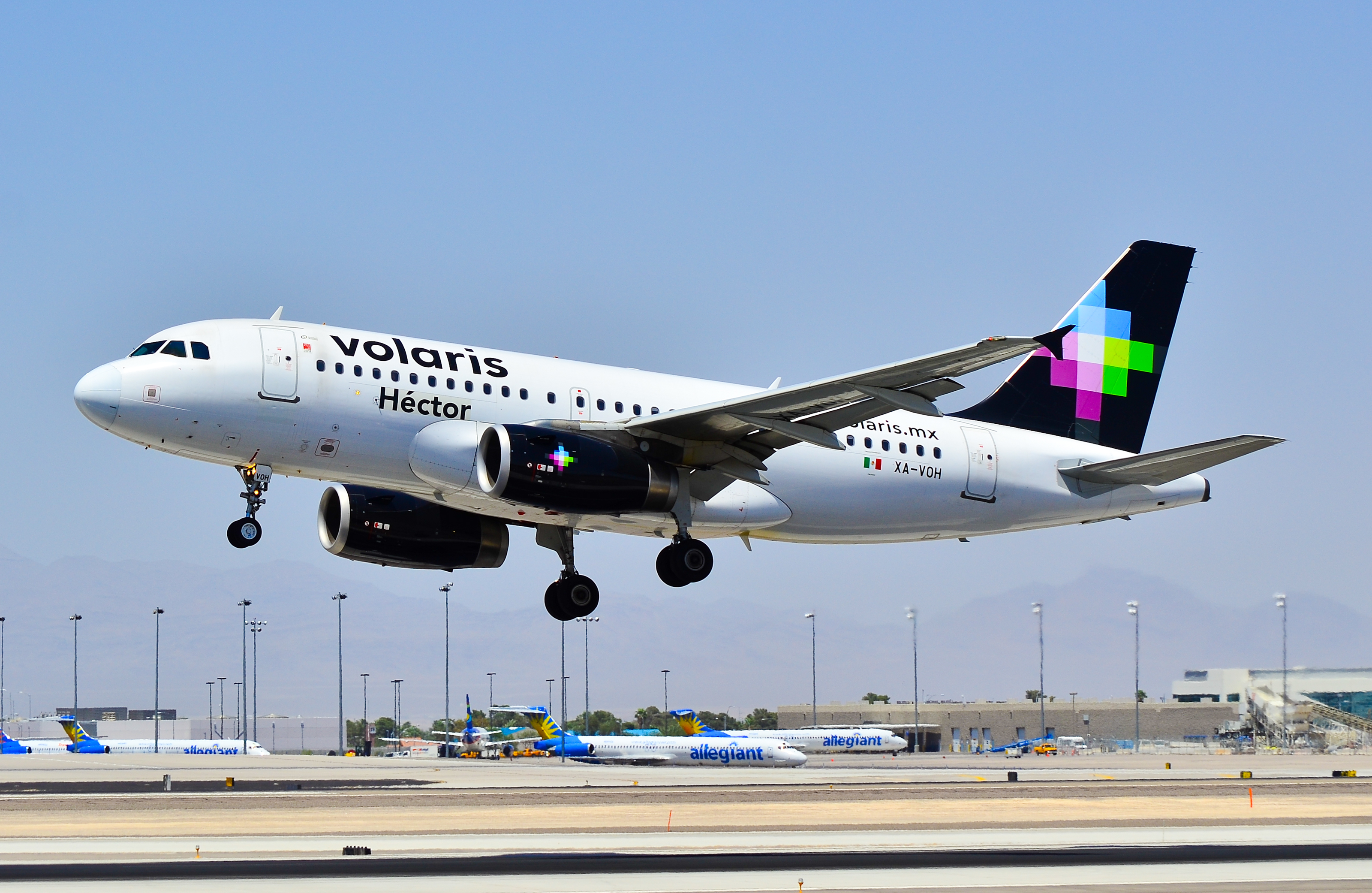
Een voormalige Airbus A319-100 van Volaris

De vloot van Volaris bestond ook uit de volgende toestellen:
| Type            | Aantal | In dienst | Uitgefaseerd | Opmerkingen              |
| --------------- | ------ | --------- | ------------ | ------------------------ |
| Airbus A319-100 | 23     | 2006      | 2023         |                          |
| Airbus A320-200 | 5      | 2015      | 2020         |                          |
| Airbus A320neo  | 1      | 2019      | 2021         | Naar Volaris El Salvador |

#### Kleurenschema
Het kleurenschema van Volaris bestaat uit een zwart kielvlak en zwarte sharklets met het logo. De motoren van nieuwe toestellen zijn paars met een witte ster, die van de oude toestellen zijn nog zwart. De witte ster is gebaseerd op de Polaris waar ook de naam op gebaseerd is. Daarnaast heeft de maatschappij regelmatig speciale kleurenschema’s, bijvoorbeeld ter gelegenheid van een nieuwe Barbiefilm en het vijftien-jarig bestaan in 2021.

## Bestemmingen

Landen die worden aangevlogen door Volaris (juni 2024)

Volaris vliegt naar de volgende bestemmingen (juni 2024):
| Land             | Stad                 | Luchthaven                                                   | Opmerkingen |
| ---------------- | -------------------- | ------------------------------------------------------------ | ----------- |
| Colombia         | Bogotá               | Aeropuerto Internacional El Dorado                           |             |
| Costa Rica       | San José             | Internationale luchthaven Juan Santamaría                    |             |
| El Salvador      | San Salvador         | Luchthaven El Salvador                                       |             |
| Guatemala        | Guatemala-Stad       | Internationale luchthaven La Aurora                          |             |
| Mexico           | Acapulco             | Internationale luchthaven Acapulco                           |             |
| Mexico           | Aguascalientes       | Internationale luchthaven Aguascalientes                     |             |
| Mexico           | Cancún               | Internationale luchthaven van Cancún                         | basis       |
| Mexico           | Chetumal             | Internationale luchthaven Chetumal                           |             |
| Mexico           | Chihuahua            | Internationale luchthaven Generaal Roberto Fierro Villalobos |             |
| Mexico           | Ciudad Juárez        | Internationale luchthaven Abraham González                   |             |
| Mexico           | Ciudad Obregón       | Internationale luchthaven Ciudad Obregón                     |             |
| Mexico           | Colima               | Luchthaven Licenciado Miguel de la Madrid                    |             |
| Mexico           | Cozumel              | Internationale luchthaven Cozumel                            |             |
| Mexico           | Culiacán             | Internationale luchthaven Culiacán                           | basis       |
| Mexico           | Durango              | Internationale luchthaven Durango                            |             |
| Mexico           | Guadalajara          | Internationale luchthaven Don Miguel Hidalgo y Costilla      | basis       |
| Mexico           | Hermosillo           | Internationale luchthaven Generaal Ignacio L. Pesqueira      |             |
| Mexico           | Huatulco             | Internationale luchthaven Bahías de Huatulco                 |             |
| Mexico           | La Paz               | Internationale luchthaven Manuel Márquez de León             |             |
| Mexico           | Loreto               | Internationale luchthaven Loreto                             |             |
| Mexico           | Los Mochis           | Internationale luchthaven Federal del Valle del Fuerte       |             |
| Mexico           | Mazatlán             | Internationale luchthaven Generaal Rafael Buelna             |             |
| Mexico           | Mérida               | Internationale luchthaven Mérida                             |             |
| Mexico           | Mexicali             | Internationale luchthaven Generaal Rodolfo Sánchez Taboada   | basis       |
| Mexico           | Mexico-Stad          | Internationale luchthaven Licenciado Adolfo López Mateos     |             |
| Mexico           | Mexico-Stad          | Internationale luchthaven van Mexico-Stad                    | basis       |
| Mexico           | Mexico-Stad          | Internationale luchthaven Generaal Felipe Ángeles            |             |
| Mexico           | Monterrey            | Internationale luchthaven Generaal Mariano Escobedo          | basis       |
| Mexico           | Morelia              | Internationale luchthaven Generaal Francisco Mujica          |             |
| Mexico           | Oaxaca               | Internationale luchthaven Xoxocotlán                         |             |
| Mexico           | Puebla               | Internationale luchthaven van Puebla                         |             |
| Mexico           | Puerto Escondido     | Internationale luchthaven Puerto Escondido                   |             |
| Mexico           | Puerto Vallarta      | Internationale luchthaven Licenciado Gustavo Díaz Ordaz      |             |
| Mexico           | Querétaro            | Intercontinentale luchthaven Querétaro                       |             |
| Mexico           | San José del Cabo    | Internationale luchthaven Los Cabos                          |             |
| Mexico           | San Luis Potosí      | Internationale luchthaven San Luis Potosí                    |             |
| Mexico           | Silao de la Victoria | Internationale luchthaven Bajío                              | basis       |
| Mexico           | Tapachula            | Internationale luchthaven Tapachula                          |             |
| Mexico           | Tepic                | Internationale luchthaven Amado Nervo                        |             |
| Mexico           | Tijuana              | Internationale luchthaven Tijuana                            | hub         |
| Mexico           | Torreón              | Internationale luchthaven Torreón Francisco Sarabia          |             |
| Mexico           | Tuxtla Gutiérrez     | Internationale luchthaven Ángel Albino Corzo                 |             |
| Mexico           | Uruapan              | Internationale luchthaven Uruapan                            |             |
| Mexico           | Veracruz             | Internationale luchthaven Generaal Heriberto Jara            |             |
| Mexico           | Villahermosa         | Internationale luchthaven Carlos Rovirosa Pérez              |             |
| Mexico           | Zacatecas            | Internationale luchthaven Generaal Leobardo C. Ruiz          |             |
| Mexico           | Zihuatanejo          | Internationale luchthaven Ixtapa-Zihuatanejo                 |             |
| Peru             | Lima                 | Aeropuerto Internacional Jorge Chávez                        |             |
| Verenigde Staten | Charlotte            | Internationale luchthaven Charlotte-Douglas                  |             |
| Verenigde Staten | Chicago              | Chicago Midway International Airport                         |             |
| Verenigde Staten | Chicago              | O'Hare International Airport                                 |             |
| Verenigde Staten | Dallas               | Dallas/Fort Worth International Airport                      |             |
| Verenigde Staten | Denver               | Internationale luchthaven Denver                             |             |
| Verenigde Staten | Fresno               | Internationale luchthaven van Fresno Yosemite                |             |
| Verenigde Staten | Houston              | George Bush Intercontinental Airport                         |             |
| Verenigde Staten | Las Vegas            | Harry Reid International Airport                             |             |
| Verenigde Staten | Los Angeles          | Los Angeles International Airport                            |             |
| Verenigde Staten | McAllen              | McAllen Miller International Airport                         |             |
| Verenigde Staten | Miami                | Internationale Luchthaven Miami                              |             |
| Verenigde Staten | New York             | John F. Kennedy International Airport                        |             |
| Verenigde Staten | Oakland              | Internationale luchthaven van San Francisco Bay Oakland      |             |
| Verenigde Staten | Ontario              | Ontario International Airport                                |             |
| Verenigde Staten | Orlando              | Orlando International Airport                                |             |
| Verenigde Staten | Phoenix              | Phoenix Sky Harbor International Airport                     |             |
| Verenigde Staten | Portland             | Portland International Airport                               |             |
| Verenigde Staten | Reno                 | Reno–Tahoe International Airport                             |             |
| Verenigde Staten | Sacramento           | Sacramento International Airport                             |             |
| Verenigde Staten | San Antonio          | San Antonio International Airport                            |             |
| Verenigde Staten | San Jose             | San Jose International Airport                               |             |
| Verenigde Staten | Seattle              | Seattle-Tacoma International Airport                         |             |

### Codeshare-overeenkomsten
Volaris heeft codeshare-overeenkomsten met de volgende luchtvaartmaatschappijen:
- Frontier Airlines[17]
- Iberia[18]